# Krönungseid
Der englische Krönungseid (Coronation Oath) ist ein Eid des britischen Monarchen und geht mindestens bis auf die Krönung Edgars in der Bath Abbey im Jahre 973 zurück.
Im Vereinigten Königreich muss der Monarch in Bezug auf seine Thronbesteigung keinen formalen Eid leisten. Er oder sie muss jedoch einen Eid bezüglich der Sicherheit der Church of Scotland leisten. Bei einer Krönung leistet der Monarch gewöhnlich einen Eid, da eine Krönung aber unwesentlich ist, müssen die Monarchen keinen dergleichen Eid leisten, um ihre Pflichten zu erfüllen, wie im Fall von Eduard VIII.

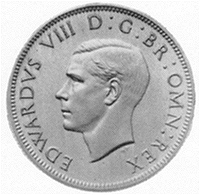
Münze mit einem Porträt von Eduard VIII., dem ungekrönten König (Eduard VIII., von Gottes Gnaden, König aller Briten)

## Geschichte

### Anfänge
Zur Zeit Edgars soll der Eid wie folgt gelautet haben:
| First, that the church of God and the whole Christian people shall have true peace at all time by our judgment; Second, that I will forbid extortion and all kinds of wrong-doing to all orders of men; Third, that I will enjoin equity and mercy in all judgments,so that God, who is kind and merciful, may vouchsafe his mercy to me and to you. | Erstens, dass die Kirche Gottes und das ganze christliche Volk unter meiner Regierung wahren Frieden genießen sollen. Zweitens, dass ich jede Art von Raub und Ungerechtigkeit Jedermann ohne Unterschied des Standes verbieten will. Drittens, dass ich in allen Urtheilen Unpartheilichkeit mit Barmherzigkeit verbinden werde, damit der allgütige und gnädige Gott durch seine Gnade mir und Euch vergebe. |

### Nach dem Coronation Oath Act 1688
Im Laufe der Zeit wurden Änderungen daran vorgenommen, insbesondere im 17. Jahrhundert. Im Jahr 1689 wurde ein Gesetz verabschiedet (Coronation Oath Act 1688), das den Eid wie folgt erklärte:
| The Archbishop or bishop shall say, "Will you solemnly promise and swear to govern the people of this Kingdom of England, and the dominions thereto belonging, according to the statutes in Parliament agreed on, and the laws and customs of the same?" The King and Queen shall say, "I solemnly promise so to do." Archbishop or bishop, "Will you to your power cause law and justice in mercy to be executed in all your judgements?" King and Queen, "I will." Archbishop or bishop, "Will you to the utmost of your power maintain the laws of God, the true profession of the gospel and the Protestant reformed religion established by law, and will you preserve unto the bishops and clergy of this Realm, and to the churches committed to their charge, all such rights and privileges as by law do or shall appertain unto them, or any of them?" King and Queen, "All this I promise to do." | Der Erzbischof oder Bischof sagt: "Wollt Ihr feierlich versprechen und schwören, das Volk dieses Königreichs England und die dazu gehörigen Herrschaften gemäß den im Parlament festgesetzten Statuten und nach den Gesetzen und Gebräuchen desselben zu regieren? Der König und die Königin sagen: "Ich verspreche feierlich, dies zu tun." Erzbischof oder Bischof: "Werdet Ihr in Eurer Macht Gesetz und Gerechtigkeit in allen Euren Urteilen ausführen?" König und Königin, "Das werde ich tun." Erzbischof oder Bischof: "Werdet Ihr die Gesetze Gottes, das wahre Bekenntnis des Evangeliums und die gesetzlich festgelegte protestantische reformierte Religion bis zum Äußersten Eurer Kraft bewahren, und werdet Ihr den Bischöfen und Geistlichen dieses Reiches und den Kirchen, die ihrer Verantwortung übergeben sind, all die Rechte und Privilegien erhalten, wie sie gesetzlich vorgeschrieben sind, oder ihnen zustehen, oder einer jeden von ihnen?" König und Königin: "All das gelobe ich zu tun." |

Danach sollen der König seine und die Königin ihre Hand auf die heiligen Evangelien legen und sagen: "The things which I have here before promised, I will perform and keep: So help me God." (Die Dinge, die ich hier vorher versprochen habe, werde ich durchführen und halten: So wahr mir Gott helfe!)
Nach dem 17. Jahrhundert blieb der Eid lange weitgehend unverändert. Im Jahre 1937 wurden die Worte  "according to the statutes in Parliament agreed on" ("gemäß den vereinbarten Statuten im Parlament") vom Cabinet (der Regierung) entfernt.

### Krönungseid von Elisabeth II.
Der Eid, den Königin Elisabeth II. bei ihrer Krönung am 2. Juni 1953 ablegte, wurde hierauf geleistet:
| Archbishop. Will you solemnly promise and swear to govern the Peoples of the United Kingdom of Great Britain and Northern Ireland, Canada, Australia, New Zealand, the Union of South Africa, Pakistan, and Ceylon, and of your Possessions and the other Territories to any of them belonging or pertaining, according to their respective laws and customs? Queen. I solemnly promise so to do. Archbishop. Will you to your power cause Law and Justice, in Mercy, to be executed in all your judgements? Queen. I will. Archbishop. Will you to the utmost of your power maintain the Laws of God and the true profession of the Gospel? Will you to the utmost of your power maintain in the United Kingdom the Protestant Reformed Religion established by law? Will you maintain and preserve inviolably the settlement of the Church of England, and the doctrine, worship, discipline, and government thereof, as by law established in England? And will you preserve unto the Bishops and Clergy of England, and to the Churches there committed to their charge, all such rights and privileges, as by law do or shall appertain to them or any of them? Queen. All this I promise to do. | Erzbischof. Wollt Ihr feierlich versprechen und schwören, über die Völker des Vereinigten Königreichs von Großbritannien und Nordirland, Kanada, Australien, Neuseeland, der Südafrikanischen Union, Pakistan und Ceylon und Eurer Besitzungen sowie der andern, ihnen gehörenden Territorien gemäß ihrer Gesetze und Gebräuche zu herrschen? Königin. Ich verspreche feierlich, dies zu tun. Erzbischof. Werdet Ihr alles in Eurer Macht stehende tun, um Recht und Gerechtigkeit in Gnade zu bewirken, das in allen unseren Gerichten angewendet werden soll? Königin. Das werde ich tun. Erzbischof. Werdet Ihr mit größter Kraft die Gesetze Gottes und das wahre Bekenntnis des Evangeliums aufrechterhalten? Werdet Ihr mit größter Kraft im Vereinigten Königreich die nach Gesetz geltende protestantische reformierte Religion aufrechterhalten? Werdet Ihr die Institution der Kirche von England und deren Lehre, Kultus, Disziplin und Regierung schützen und unantastbar aufrechterhalten, so wie sie nach dem Gesetz in England gilt? Und werdet Ihr den Bischöfen und dem Klerus von England und den Kirchen, welche Eurer Verantwortung übergeben sind, all die Rechte und Privilegien schützen, wie sie ihnen gesetzlich gewährt sind oder ihnen zustehen, oder einem jeden einzelnen von ihnen? Königin. All das gelobe ich zu tun. |

Dann geht die sich aus ihrem Stuhl erhebende Königin, dabei unterstützt wie zuvor, mit dem Staatsschwert, das vor ihr getragen wird, zum Altar und legt vor den Augen des Volkes feierlich ihren Eid ab. Mit der Hand auf der Bibel sagt sie: „Was ich soeben versprochen habe, werde ich ausführen und halten. So wahr mir Gott helfe!“ Dann küsst sie die Bibel.

### Krönungseid von Charles III. (Auszug)
Der Eid, den König Charles III. bei seiner Krönung am 6. Mai 2023 ablegte, wurde hierauf geleistet (Auszug):
| Archbishop. Will you solemnly promise and swear to govern the Peoples of the United Kingdom of Great Britain and Northern Ireland, your other Realms and the Territories to any of them belonging or pertaining, according to their respective laws and customs? King. I solemnly promise so to do. | Erzbischof. Wollt Ihr feierlich versprechen und schwören, über die Völker des Vereinigten Königreichs von Großbritannien und Nordirland, Eure anderen Reiche (Realms) und die zu ihnen gehörenden Territorien gemäß ihrer Gesetze und Gebräuche zu herrschen? König. Ich verspreche feierlich, dies zu tun. |